# محطة الحافلات المركزية في القدس الشرقية

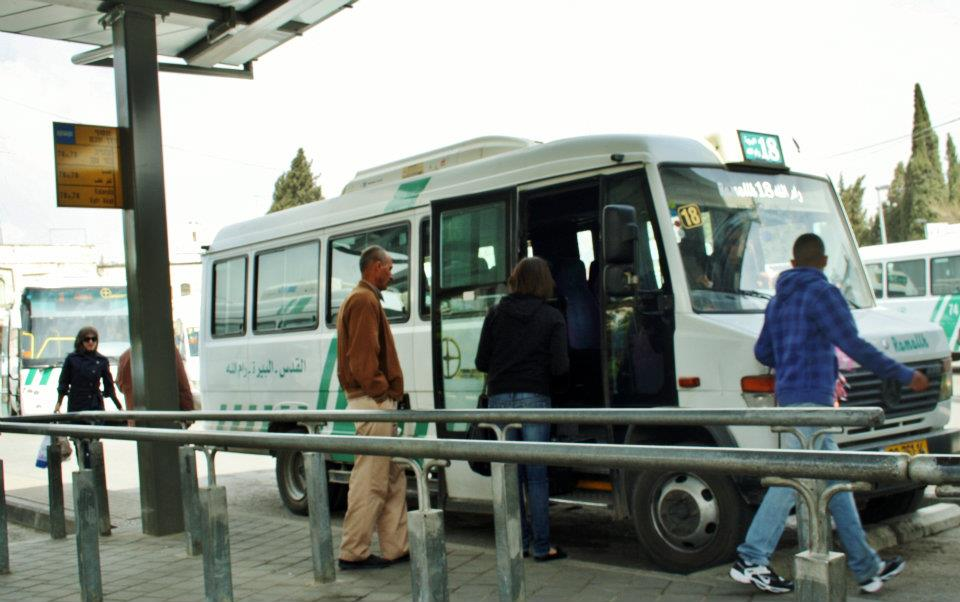
حافلة 18 إلى رام الله

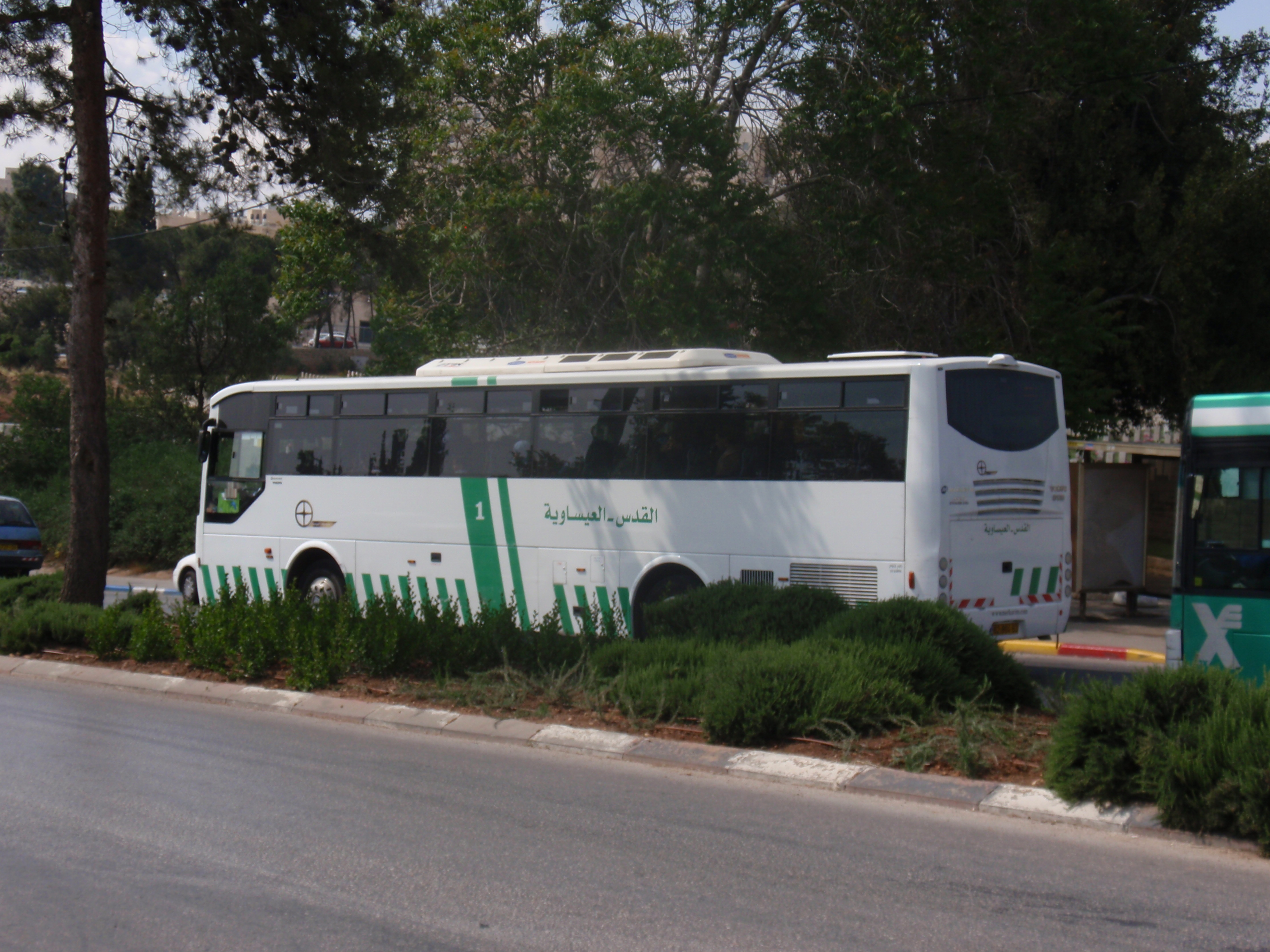
حافلة تستخدم من قبل الأحياء العربية في القدس الشرقية

محطة الحافلات المركزية في القدس الشرقية هي مركز مواصلات عربي يخدم الأحياء العربية في القدس والضفة الغربية. يقع في شارع السلطان سليمان مقابل باب العامود في المدينة القديمة.
تأسست المحطة عام 1953، وتم تأجيرها لبلدية القدس لمدة ثلاثين عامًا. تملكها وتديرها إدارة الوقف المسؤولة عن عدد من العقارات في البلدة القديمة.